# Pyracantha crenulata
Espèce
Statut de conservation UICN

 LC  : Préoccupation mineure
Pyracantha crenulata est une espèce de plantes de la famille des Rosacées originaire d'Asie.